# Jan Kromkamp
Jan Kromkamp (Makkinga, 1980. augusztus 17. –) holland válogatott labdarúgóhátvéd, legtöbbször a védelem jobb szélén szerepelt, de pályafutása során szinte minden poszton bevetették. A Go Ahead Eagles, az AZ, a Villarreal, a Liverpool és a PSV Eindhoven csapataiban játszott, valamint a holland válogatott színeiben szerepelt a 2006-os labdarúgó világbajnokságon.
Jelenleg vezetőedzőként dolgozik a CSV Apeldoorn csapatánál.

## Pályafutása

### Klubcsapatokban
Profi pályafutását a Go Ahead Eagles csapatánál kezdte 1998-ban, miután a csapat akadémiájáról felkerült a felnőttek közé. Két esztendőt töltött el a csapatnál, 2000 júliusában leigazolta az AZ együttese, itt egészen 2005 nyaráig szerepelt, ezidő alatt 145 bajnokin lépett pályára és 7 gólt szerzett. Az ekkor ígéretesen teljesítő fiatal hollandot a spanyol első osztályban szereplő Villarreal együttese igazolta le. Azonban a tavaszi szezon során mindössze hat alkalommal léphetett pályára bajnokin. Mivel nem tudta magát beverekedni a kezdő tizenegybe januárban ismét csapatot váltott, a karrierjét Angliában folytatva januárban csatlakozott a Liverpoolhoz.
Az angoloknál 14 bajnoki mérkőzésen szerepelt, valamint FA kupát nyert a csapattal. A világbajnokságot követően azonban a Liverpooltól is távozott és hazatért, a PSV Eindhoven együttesében folytatta pályafutását. Új csapatában hamar alapember lett, első szezonjában rögtön 28 bajnokin lépett pályára, ezeken pedig hat gólpasszt ki is osztott a társaknak és a Bajnokok Ligája csoportkörében gólt is szerzett a Galatasaray elleni idegenbeli mérkőzésen, amivel első Bajnokok Ligája találatát szerezte. Ezt második idényében – kisebb sérülései ellenére is – 26 fellépés mellett öt gólpassz valamint egy gól is követte, további egy gólpasszt pedig az UEFA-kupában jegyzett. Harmadik idényében kevesebb lehetőséghez jutott, 11 bajnokin játszott, a "kanadai táblázaton" pedig nem volt érdekelt a 2008-2009-es szezonban. Ezt követően egyre súlyosodó térdsérülései miatt abszolút kiszorult a csapatból. Ebben az időszakban, mindössze 29 éves korában megfontolta a visszavonulást is, azonban továbbra is a csapattal edzett.
A 2009-2010-es idényben mindössze két bajnoki és két Európa-liga mérkőzésen kapott lehetőséget, míg utolsó PSV-s idényében egyetlen mérkőzésen sem lépett pályára. 2011 nyarán visszatér nevelőegyesületéhez, a Go Ahead Eagles-hez, amellyel a holland másodosztályban szerepelt. Csapata a kilencedik pozícióban zárta a szezont. Kromkamp összesen 29 mérkőzésen lépett pályára, ezeken pedig 4 gólpasszt jegyzett. Utolsó idényében, a 2012-2013-as szezonban nyolc bajnokin és két kupameccsen lépett pályára, ezeken egy gólpasszt adott. Azonban a csapata kivívta a rájátszást, így indulhatott az első osztályért vívott harcban, ezeken Kromkamp további négy alkalommal lépett pályára csapata pedig kiharcolta a feljutást a Eredivisie-be, ezt követően Kromkamp a térdsérülései miatt visszavonult.

### Válogatottban
A holland válogatottban Marco van Basten szövetségi kapitányi irányítása alatt mutatkozhatott be 2004 augusztus 18-án egy Svédország elleni barátságos mérkőzésen, a hetvenedik percben váltotta Nigel de Jongot. 2005 februárjában már a kezdőcsapat tagjaként is debütálhatott egy Anglia elleni 0-0-s eredménnyel záruló barátságos mérkőzésen, amit végigjátszott. A 2006-os VB selejtezőkre is meghívót kapott a válogatottba és a Román valamint Örmény válogatottak elleni mérkőzéseket végig is játszotta 2005 márciusában, mindkét meccset 2-0-ra nyerte az Oranje. 
2005. augusztus 17-én kezdőként pályára lépve szerepelt a németek elleni barátságos találkozón, ami 2-2-vel zárult. Ezt követően a világbajnoki selejtezőkön előbb az örmény válogatott elleni idegenbeli visszavágón kapott kezdőként szerepet, majd a csehek elleni meccsen is a kezdő tizenegy tagja volt, mindkét mérkőzésen lecserélték, összesen 147 játékpercet kapott a két találkozón. Később befért a holland nemzeti tizenegy szűkített keretébe is, ami a Németországi VB-re utazott. A világbajnokság előtti felkészítő mérkőzéseken is játszott, az utolsó meccse az ausztrálok ellen volt 2006 június 4-én, ahol az első félidőt játszotta végig a szünetben viszont John Heitinga érkezett a helyére. A VB-n egyetlen mérkőzésen sem kapott szerepet és tornát követően többet már nem szerepelt válogatott mérkőzésen.

### Edzőként
2015 júliusában a Go Ahead Eagles csapatánál kezdte el edzői karrierjét, ahol az ifi csapat edzőjeként dolgozott. 2018 júniusában a Go Ahead Eagles U19-es csapat irányítását bízták rá, amely pozíciót 2019 júniusáig töltött be. 26 mérkőzésen 8 győzelmet, 4 döntetlent és 14 vereséget könyvelhetett el. Ezzel egyidőben a felnőtt csapat akadémiai feladataival is megbízták, erről a posztról 2019 márciusában távozott. 2019 júliusában az SV Twello ifista játékosainak edzője volt 2020 június 30-áig, majd 2020 júliusában CSV Apeldoorn vezetőedzője lett.

## Statisztika
| Csapat           | Szezon           | Liga             | Bajnokság | Bajnokság | Bajnokság |       | Osztályozó | Osztályozó | Osztályozó |    | Hazai Kupa | Hazai Kupa | Hazai Kupa |     | UEFA  | UEFA | UEFA |       | Szuperkupa | Szuperkupa | Szuperkupa |  | Összesen | Összesen | Összesen |
| Csapat           | Szezon           | Liga             | Mérk.     | G.        | Gp.       | Mérk. | G.         | Gp.        | Mérk.      | G. | Gp.        | Mérk.      | G.         | Gp. | Mérk. | G.   | Gp.  | Mérk. | G.         | Gp.        |            |  |          |          |          |
| Go Ahead Eagles  | 1998–99          | Eerste Divisie   | 28        | 1         | 0         | –     | –          | –          | 1          | 0  | 0          | –          | –          | –   | –     | –    | –    | 29    | 1          | 0          |            |  |          |          |          |
| Go Ahead Eagles  | 1999–00          | Eerste Divisie   | 14        | 2         | 2         | –     | –          | –          | 0          | 0  | 0          | –          | –          | –   | –     | –    | –    | 14    | 2          | 2          |            |  |          |          |          |
| Összesen         | Összesen         | Összesen         | 42        | 3         | 2         | –     | –          | –          | 1          | 0  | 0          | –          | –          | –   | –     | –    | –    | 43    | 3          | 2          |            |  |          |          |          |
| AZ               | 2000–01          | Eredivisie       | 25        | 2         | 0         | –     | –          | –          | 2          | 0  | 0          | –          | –          | –   | –     | –    | –    | 27    | 2          | 0          |            |  |          |          |          |
| AZ               | 2001–02          | Eredivisie       | 22        | 1         | 1         | –     | –          | –          | 3          | 1  | 0          | –          | –          | –   | –     | –    | –    | 25    | 2          | 1          |            |  |          |          |          |
| AZ               | 2002–03          | Eredivisie       | 25        | 2         | 3         | –     | –          | –          | 0          | 0  | 0          | –          | –          | –   | –     | –    | –    | 25    | 2          | 3          |            |  |          |          |          |
| AZ               | 2003–04          | Eredivisie       | 34        | 0         | 2         | –     | –          | –          | 0          | 0  | 0          | –          | –          | –   | –     | –    | –    | 34    | 0          | 2          |            |  |          |          |          |
| AZ               | 2004–05          | Eredivisie       | 27        | 1         | 2         | –     | –          | –          | 1          | 0  | 0          | 12         | 0          | 0   | –     | –    | –    | 40    | 1          | 2          |            |  |          |          |          |
| Összesen         | Összesen         | Összesen         | 133       | 6         | 8         | –     | –          | –          | 6          | 1  | 0          | 12         | 0          | 0   | –     | –    | –    | 151   | 7          | 8          |            |  |          |          |          |
| Villarreal       | 2005–06          | La Liga          | 6         | 0         | 0         | –     | –          | –          | 0          | 0  | 0          | 5          | 0          | 0   | –     | –    | –    | 11    | 0          | 0          |            |  |          |          |          |
| Összesen         | Összesen         | Összesen         | 6         | 0         | 0         | –     | –          | –          | 0          | 0  | 0          | 5          | 0          | 0   | –     | –    | –    | 11    | 0          | 0          |            |  |          |          |          |
| Liverpool        | 2005–06          | Premier League   | 13        | 0         | 0         | –     | –          | –          | 4          | 0  | 0          | 0          | 0          | 0   | –     | –    | –    | 17    | 0          | 0          |            |  |          |          |          |
| Liverpool        | 2006–07          | Premier League   | 1         | 0         | 0         | –     | –          | –          | 0          | 0  | 0          | 0          | 0          | 0   | 0     | 0    | 0    | 1     | 0          | 0          |            |  |          |          |          |
| Összesen         | Összesen         | Összesen         | 14        | 0         | 0         | –     | –          | –          | 4          | 0  | 0          | 0          | 0          | 0   | 0     | 0    | 0    | 18    | 0          | 0          |            |  |          |          |          |
| PSV Eindhoven    | 2006–07          | Eredivisie       | 28        | 0         | 6         | –     | –          | –          | 3          | 0  | 1          | 8          | 1          | 0   | –     | –    | –    | 39    | 1          | 7          |            |  |          |          |          |
| PSV Eindhoven    | 2007–08          | Eredivisie       | 26        | 1         | 5         | –     | –          | –          | 1          | 0  | 0          | 9          | 0          | 1   | 1     | 0    | 0    | 37    | 1          | 6          |            |  |          |          |          |
| PSV Eindhoven    | 2008–09          | Eredivisie       | 11        | 0         | 0         | –     | –          | –          | 2          | 0  | 0          | 2          | 0          | 0   | 0     | 0    | 0    | 15    | 0          | 0          |            |  |          |          |          |
| PSV Eindhoven    | 2009–10          | Eredivisie       | 2         | 0         | 0         | –     | –          | –          | 0          | 0  | 0          | 2          | 0          | 0   | –     | –    | –    | 4     | 0          | 0          |            |  |          |          |          |
| PSV Eindhoven    | 2010–11          | Eredivisie       | 0         | 0         | 0         | –     | –          | –          | 0          | 0  | 0          | 0          | 0          | 0   | –     | –    | –    | 0     | 0          | 0          |            |  |          |          |          |
| Összesen         | Összesen         | Összesen         | 67        | 1         | 11        | –     | –          | –          | 6          | 0  | 1          | 21         | 1          | 1   | 1     | 0    | 0    | 95    | 2          | 13         |            |  |          |          |          |
| Go Ahead Eagles  | 2011–12          | Eerste Divisie   | 26        | 0         | 3         | –     | –          | –          | 3          | 0  | 1          | –          | –          | –   | –     | –    | –    | 29    | 0          | 4          |            |  |          |          |          |
| Go Ahead Eagles  | 2012–13          | Eerste Divisie   | 8         | 0         | 1         | 4     | 0          | 0          | 2          | 0  | 0          | –          | –          | –   | –     | –    | –    | 14    | 0          | 1          |            |  |          |          |          |
| Összesen         | Összesen         | Összesen         | 34        | 0         | 4         | 4     | 0          | 0          | 2          | 0  | 0          | –          | –          | –   | –     | –    | –    | 43    | 0          | 5          |            |  |          |          |          |
| Karrier összesen | Karrier összesen | Karrier összesen | 296       | 10        | 25        | 4     | 0          | 0          | 19         | 1  | 1          |            | 38         | 1   | 1     | 1    | 0    | 0     | 361        | 12         | 28         |  |          |          |          |
| Forrás:          |                  |                  |           |           |           |       |            |            |            |    |            |            |            |     |       |      |      |       |            |            |            |  |          |          |          |

## Sikerei, díjai

### Liverpool
- FA Kupa győztes: 2005–2006

### PSV Eindhoven
- Holland bajnokság győztes: 2006–2007, 2007–2008
- Holland szuperkupa győztes: 2008